# Deutsches Gymnasium für Nordschleswig
Das Deutsche Gymnasium für Nordschleswig in Apenrade ist das Gymnasium der deutschen Minderheit in Nordschleswig im südlichen Dänemark. Abgesehen von der 2010 eingerichteten gymnasialen Oberstufe der St. Petri-Schule in Kopenhagen ist es das einzige deutschsprachige Gymnasium in Dänemark. Als Abschluss erlangen die Schüler sowohl die direkte Hochschulzugangsberechtigung in Deutschland (entspricht dem deutschen Abitur) als auch das dänische Studentereksamen.

## Aufbau
Das Deutsche Gymnasium für Nordschleswig ist primär die gymnasiale Ausbildungsstätte für die deutsche Minderheit in Nordschleswig. Die allermeisten Schüler sind zuvor Schüler der noch 14 deutschen Volksschulen in Nordschleswig unter der Trägerschaft des Deutschen Schul- und Sprachvereins für Nordschleswig gewesen. Eine Reihe von Schülern – vor allem solche, die zuvor nicht die genannten Schulen besucht hatten – hat vor dem Eintritt ins Gymnasium die Deutsche Nachschule Tingleff oder auch eine andere Nachschule (Efterskole) besucht. Der Standort Apenrade liegt zentral in der Mitte des Einzugsbereichs der Schule. Hinzu kommen Schüler aus dänischen Familien, aus deutschen Familien außerhalb des eigentlichen Einzugsbereichs sowie aus Familien von südlich der Grenze. Letztere haben meist eine Nachschule in Dänemark besucht.
Das Deutsche Gymnasium für Nordschleswig umfasst, wie alle Gymnasien in Dänemark, nur die gymnasiale Oberstufe. Zugangsberechtigt sind Schüler, welche die 9. bzw. 10. Klasse mit den obligatorischen Prüfungen erfolgreich abgeschlossen haben. Für Lehrplan und Unterricht gelten die dänischen Regeln. Nach drei Jahren schließen die Schüler mit dem dänischen Abitur (Studentereksamen) ab und erhalten, wenn sie eine Deutschprüfung nach in Schleswig-Holstein geltenden Regeln absolvieren und Mathematik mindestens auf B-Niveau belegt haben, gleichzeitig auch die deutsche Hochschulzugangsberechtigung (gleichwertig dem Abitur).

## Unterricht
Unterrichtet wird grundsätzlich in deutscher Sprache. Das Fach Dänisch wird jedoch analog zu allen Gymnasien in Dänemark auf Muttersprachniveau unterrichtet und abgeprüft. In einigen Fächern wird zuweilen dänischsprachiges Material verwendet. Es gelten die gleichen Lehrpläne wie für alle dänischen Gymnasien. Die Fächer sind, wie in Dänemark üblich, auf drei Niveaus unterteilt, wobei C-Fächer meist einjährige Grundkurse sind, B-Fächer über zwei Jahre und A-Fächer über drei Jahre laufen. Je nach Studienrichtung und Wahl der Wahlfächer können viele Fächer auch auf ein höheres Niveau aufgewertet werden.
Gemäß der Ordnung für Gymnasien in Dänemark bietet das DGN fünf Studienrichtungen an:
- Mathematisch-naturwissenschaftlich (Mathematik A, Chemie B, Physik B)
- Biologisch-mathematisch (Biologie A, Mathematik B, Wirtschaft/Politik B)
- Englisch-gesellschaftswissenschaftlich (Englisch A, Wirtschaft/Politik B, Mathematik B)
- Englisch-kreativ (Englisch A, Musik B, Kunst C)
- Französisch-sprachlich (Französisch A, Englisch B)

Unabhängig von der Studienrichtung sind Dänisch und Geschichte sowie Deutsch (nur dies im Unterschied zu anderen Gymnasien in Dänemark) auf A-Niveau und Sport auf C-Niveau dreijährige Pflichtfächer. Zudem gibt es eine Reihe von Fächern, die in jeder Studienrichtung mindestens auf C- bzw. B-Niveau abgeschlossen werden müssen. Hinzu kommen im zweiten und dritten Schuljahr einige Wahlfächer.

## Aktivitäten
Trotz der relativ geringen Größe der Schule gibt es eine Vielzahl an Aktivitäten, die über den alltäglichen Schulbetrieb hinausgehen. Hierzu zählen neben zahlreichen Arbeitsgemeinschaften u. a.:
- Sport-Aktivitäten (v. a. Volleyball)
- Theater (hat mehrfach Schultheaterpreise gewonnen)
- zahlreiche Musikaktivitäten
- Big Band (gemeinsam mit der benachbarten Aabenraa Statsskole)
- EU-Praktikum in Brüssel
- Schüleraustausch

Feste Kontakte hat die Schule u. a. mit dem Vanier College in Montreal (Kanada), das alljährlich Ziel der Studienreise der sprachlichen und kreativen Studienrichtung ist, mit dem Deutschen Gymnasium in Fünfkirchen (Pécs) in Ungarn sowie als Comenius-Schule in einem gemeinsamen Verlauf mit der Holstenschule in Neumünster, dem Bundesgymnasium Rein bei Graz und dem Gimnázium Bolyai János in Kecskemét in Ungarn.
Ein weiteres besonderes Projekt bilden die Schülerbotschafter, die in anderen Schulen in ganz Dänemark über die Besonderheiten des Minderheitenlebens im schleswigschen Grenzland berichten. Hier arbeitet das DGN mit den beiden Gymnasien der dänischen Südschleswiger, Duborg-Skolen in Flensburg und A. P. Møller-Skolen in Schleswig zusammen.
Außerdem bietet das „Deutschen Gymnasium für Nordschleswig“ ein einwöchiges Praktikum im Laufe des 13. Jahrgangs an. In Kooperationen mit mehreren politische Büros und Beratern in Brüssel wird den Schülern die Möglichkeit geboten, Europapolitik hautnah mitzuerleben. Dafür werden sie eine Woche vom Unterricht freigestellt.

## Geschichte
Deutsch hat als Schulsprache eine lange Tradition im früheren Herzogtum Schleswig. Zwar war seit der Reformation Dänisch Schulsprache im nördlichen Teil des Landes, aber das Deutsche hatte vor allem in den Städten des Landesteils eine wesentliche Bedeutung. Lateinschulen als Vorgänger der heutigen Gymnasien gab es seit dem 16. Jahrhundert in Hadersleben (Haderslev Katedralskole), Flensburg (Altes Gymnasium) und Schleswig (Domschule Schleswig), die auch von Bürgerkindern aus anderen schleswigschen Städten besucht wurden.
Seit 1867 gehörte Apenrade als Teil der Provinz Schleswig-Holstein zum Königreich Preußen. In der Kaiserzeit bekam die Kreisstadt Apenrade erstmals, ebenso wie die meisten schleswig-holsteinischen Kreisstädte, ein eigenes Gymnasium in einem Neubau an der Forstallee. Nach der Neuziehung der deutsch-dänischen Staatsgrenze 1920 wurde dieses als Aabenraa Statsskole in ein dänischsprachiges Gymnasium umgewandelt. 1927 wurde jedoch im Norden der Stadt, deren Bewohner bei der Volksabstimmung am 10. Februar 1920 mehrheitlich für den Verbleib bei Deutschland votiert hatten, ein privates deutsches Gymnasium eingerichtet. Einzugsbereich war von vornherein ganz Nordschleswig, da auch die Gymnasien in Tondern (Tønder Gymnasium), Hadersleben (Haderslev Katedralskole) und Sonderburg (Sønderborg Statsskole) dänischsprachig wurden und nur noch bis 1924 deutschsprachige „Abbauklassen“ hatten.
1933 konnten erstmals eigene Abiturienten vom Deutschen Gymnasium entlassen werden. In der Folgezeit geriet die deutsche Volksgruppe immer stärker in den Sog des Nationalsozialismus in Deutschland, was sich nach der Besetzung Dänemarks durch die deutsche Wehrmacht 1940 verstärkte. In der Endphase des Krieges fanden zahlreiche Flüchtlinge aus den deutschen Ostgebieten ein Notquartier im Gebäude des Gymnasiums.
Mit dem vorzeitigen Ende des Schuljahres 1944/45 endete der deutsche Schulbetrieb im Landesteil. Das Gebäude wurde vom dänischen Staat beschlagnahmt, es dient heute – baulich sehr gut erhalten – als Polizeirevier. Lediglich auf privater Basis durfte in deutscher Sprache unterrichtet werden, doch hatten diese neu gegründeten deutschen Privatschulen kein Examensrecht. Erst mit den Bonn-Kopenhagener Erklärungen erhielten die deutschen Schulen in Nordschleswig – wie auch die dänischen in Südschleswig – das volle Examensrecht zurück. Damit war der Weg frei für den Aufbau eines neuen Deutschen Gymnasiums für Nordschleswig.
1959 gegründet, nahm es zunächst seinen Unterrichtsbetrieb in der Deutschen Privatschule Apenrade auf, bevor 1964 der dieser gegenüber liegende Neubau bezogen werden konnte. Diesen hatte der Jacobsen-Schüler Otto Weitling entworfen. 1962 konnten die ersten Abiturienten entlassen werden, ebenso Absolventen des Realexamens, das es bis 1978 in Dänemark gab. 1992 erhielt die Schule am nordöstlichen Ende einen Erweiterungsbau mit neuer Cafeteria/Kantine, Toiletten und Unterrichtsräumen.

## Besonderes
Beim 2005 durch das dänische Unterrichtsministerium eingeführten Leistungsvergleich aller Gymnasien in Dänemark belegt das Deutsche Gymnasium für Nordschleswig regelmäßig einen Spitzenplatz. Der für das Erlangen eines Studienplatzes wichtige Notendurchschnitt der Abschlussprüfungen war in der ersten Hälfte der 2010er Jahre der mit Abstand höchste in der Region Syddanmark (2012: 7,8, 2013: 8,0, 2014: 8,9). Im landesweiten Vergleich steht das Deutsche Gymnasium für Nordschleswig für den Abschlussjahrgang 2014 damit an erster Stelle aller Gymnasien in ganz Dänemark.
An die Schule angeschlossen ist ein Internat für die Schüler mit sehr langen Schulwegen. Für Schüler, die weit entfernt von den öffentlichen Buslinien wohnen, gibt es einen eigenen Schulbus.